# Studebaker serie E
La Studebaker serie E è stata una linea di autocarri prodotti dalla Studebaker dal 1955 al 1964.

## Contesto
La denominazione si riferiva a due serie distinte. Una prima, propriamente detta, si riferiva al modello del 1955 venduto da ½, ¾, 1, 1,5 e 2 t. I modelli successivi furono classificati come segue: 1956 (serie 2E), 1957-1958 (serie 3E), 1959 (serie 4E), 1960 (serie 5E), 1961 (serie 6E), 1962 (serie 7E) e 1963-1964 (serie 8E).
Oltre a questi ultimi modelli, il nome “serie E” denominò tutti gli autocarri della Studebaker dal 1955 al dicembre 1963, data di chiusura dello stabilimento statunitense di South Bend.
Queste due serie di autocarri erano parecchio simili, poiché la Studebaker era in dure ristrettezze finanziarie in questi anni, e non investì quasi nulla per aggiornare le proprie linee di camion. Dal 1956 al 1958 gli autocarri della Studebaker furono chiamati Transtar. Una nuova grande griglia anteriore in fibra di vetro comparì per la serie 3E degli anni 1957-58, e fu l'unica modifica sostanziale a questa linea di autocarri.
Per il biennio 1958-59 un autocarro a basso costo, chiamato Scotsman, fu prodotto in aggiunta alla Transtar per un tonnellaggio di ½ e ¾. Per risparmiare fu allestito un abitacolo spartano e fu basata su una versione modificata degli anni 1949-53. Per ragioni sconosciute, la Transtar fu ritirata dalla produzione nel 1959, per poi riapparire nel 1960 con le versioni di 1, ½, e ¾ di t. La linea fu basata sulla berlina Studebaker Lark.
Le versioni ½, ¾ e 1 t erano generalmente disponibili sia a 6 cilindri che V8. Per il tonnellaggio superiore la Studebaker offriva solo il V8. All'inizio del 1962 il modello 7E, che montava un motore Diesel e freni pneumatici, aveva anche la versione da 2 t.
Una "96BBC" (che significava 96 pollici dal paraurti anteriore alla parte posteriore dell'abitacolo) era disponibile in versione benzina e Diesel. Una cabina guida più corta poteva essere ottenuta togliendo la griglia in fibra di vetro, appiattendo la parte anteriore del cofano e montando un muso anteriore tronco. Questo modello fu prodotto per essere conforme alla legislazione dell'epoca che regolamentava la lunghezza totale della motrice.
Una versione trazione integrale fu disponibile in versione di ½ e ¾ t dall'inizio del 1957. La Studebaker non allestì la trazione integrale per conto suo, ma in collaborazione con la Chevrolet e con la GMC, acquistando i componenti dalla NAPCO (Northwestern Auto Parts Company)
Il segno più distintivo della serie E fu l'abitacolo, che rimase immutato durante la produzione. Solo un parabrezza ad un pezzo unico ed un lunotto più esteso furono le sole modifiche rispetto alla 2R.